# Gręblin
Gręblin (kaschubisch Grãblënò, deutsch Gremblin, auch Adl. Gremblin) ist ein Dorf der Stadt-und-Land-Gemeinde Pelplin im Powiat Tczewski (Dirschau) der Woiwodschaft Pommern, Polen. Es hat (2011) 695 Einwohner.

## Geographische Lage
Gręblin liegt an der Droga krajowa 91 (ehemals Landesstraße 1). Der Ort liegt etwa 6 km nordöstlich von Pelplin, 16 km südlich von Tczew und 46 km südlich der Regionalhauptstadt Danzig. Er befindet sich in der ethnokulturellen Region Kociewie in der historischen Region Pommerellen. Ein Nachbardorf ist Rudno, etwa 3,5 km südlich von Gręblin.

## Geschichte

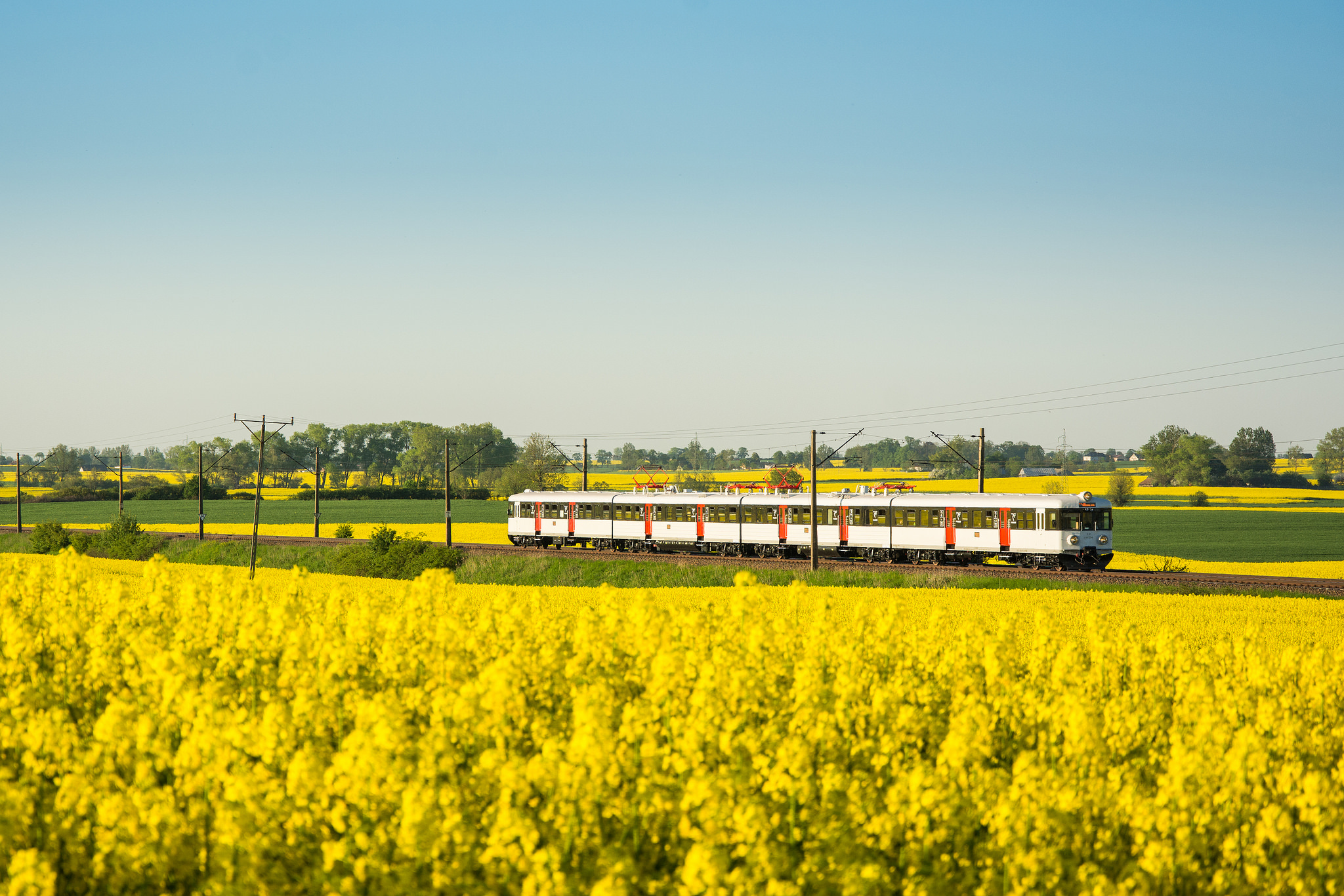
Landschaft bei Gręblin, 2017

Gręblin/Gremblin war ein königliches Dorf der polnischen Krone, das heute administrativ im Landkreis Tczew in der Woiwodschaft Pommern liegt.
1229 erhielt das Kloster Oliva das Mewer Land als Schenkung von Herzog Sambor II., und in diesem Zusammenhang wurde die Stadt Mewe erstmals erwähnt. Theodor Hirsch, Max Toeppen und Ernst Strehlke werteten die das Kloster betreffenden Urkunden aus:
Mit Urkunde vom 18. November 1292, ausgestellt in Schwetz, bestätigte Herzog Mestwin II. dem Kloster Oliva die Dörfer Raikau, Rathstube, Bresnow, Osterwiek und Schönwarling.
1309 gelangte Pommerellen in den Besitz des Deutschen Ordens und somit zum Deutschordensstaat Preußen, der das Gebiet 1466 als Königliches Preußen an die Krone Polens abtreten musste. Von der Reformation blieb dieser Teil Pommerellens weitgehend unbeeinflusst, lediglich einige Mennoniten siedelten ab dem 17. Jahrhundert in der Gegend, sie verließen aber Westpreußen zwischen 1772 und 1870 wieder.
Liebenau, Rauden, Gremblin und Janischau, stattliche Bauerndörfer auf dem fruchtbaren Höhenrand vor der Weichselniederung, gingen seit langem eigene Wege als Gratialdörfer im Pacht- oder Pfandbesitz von bedeutenden Adligen. Liebenau, Rauden und Gremblin erscheinen zusammen im Besitz von Gerhard Dönhoff, Hauptmann von Berent und Fellin, Administrator (Oeconomus) von Marienburg, seit 1643 Schatzmeister für das polnische Preußen und Woiwoden von Pommerellen.
1772 kam Gremblin vom Königlichen Preußen zum Königreich Preußen. Fürst Adam Kasimier Czartoryski in Warschau trat 1787 die Rechte an seinen ihm auf Lebenszeit überlassenen Gratialgütern Liebenau, Rauden und Gremblin an den polnischen Oberstleutnant Johann Ludwig von Katzler ab.
Der Eintrag in der Volständigen Topographie des Königreichs Preußen (1789) lautet: „Die Gratial-Güter Gremblin, Rauden mit einer lutherischen und Liebenau mit einer katholischen Kirche, alle drei im Amtsbezirke Mewe.“
Das Domänenrentamt Mewe zeigte in einem Bericht vom 17. Januar 1848 an, dass sämtliche Grundstücke in Rauden, Gremblin, Liebenau und Gartz seit Fundation der Kirche zu Rauden bis etwa zum Jahr 1839 stets nur in Händen evangelischer Besitzer gewesen seien.
Am 7. Mai 1874 erfolgte die Bildung des Amtsbezirks Adlig Liebenau aus den Landgemeinden Adlig Liebenau, Adlig Gremblin, Adlig Rauden, Groß Gartz und Sprauden. Er wurde zunächst verwaltet vom Amtsvorsteher Gutsbesitzer Deichhauptmann Adolph Ziehm in Liebenau für 6 Jahre.
Im 19. Jahrhundert werden in verschiedenen wissenschaftlichen Publikationen die örtlichen Güter der Gutsbesitzer Rohrbek und Ziehm genannt, ferner (1887) G. Meves, Besitzer der Meiereien zu Gremblin und Mewe.
1896 wurde eine Schmalspurbahn nach Gręblin gebaut, die den Ort mit der Zuckerfabrik in Pelplin verband. Von hier aus führte die Linie weiter nach Wielki Garc (Groß Gartz) und Międzyłęż (Mösland).
Am 10. Januar 1920, nach dem Ersten Weltkrieg, wurde der Amtsbezirk Adlig Liebenau und damit auch die Landgemeinde Gremblin als Teil des so genannten Polnischen Korridors an Polen abgetreten.
Während der deutschen Besetzung Polens verübten deutsche Soldaten im Oktober 1939 ein Massaker an mehreren polnischen Dorfbewohnern. Die polnischen Lehrer in der Umgebung wurden neben vielen anderen am 20. Oktober 1939 im Zuge der sogenannten „Intelligenzaktion Pommern“ im Wald bei Szpęgawsk ermordet. Dutzende polnischer Familien wurden in das Generalgouvernement ausgewiesen, wegen Zwangsarbeit nach Deutschland deportiert oder neuen deutschen Kolonisten als Zwangsarbeiter zugeteilt.
In den Jahren 1975 bis 1998 gehörte Gręblin zur Woiwodschaft Danzig. Im Jahr 2006 zählte der Ort 520 Einwohner.

## Persönlichkeiten
- Adam Czartoryski (1734–1823), polnischer General und österreichischer Feldmarschall, Kommandant der Polnischen (Galizischen) Leibgarde, gemeinsam mit Gemahlin Izabela Czartoryska, geb. Gräfin von Flemming, bis 1787 Besitzer der Gratialgüter Liebenau, Rauden und Gremblin
- Eugen Ziehm (1866–1945), Gutsbesitzer, Amtsvorsteher des Amtsbezirks Adlig Liebenau